# Canal 12
Keshet 12 (hébreu : קשת 12), également connu sous le nom Canal 12 (hébreu : ערוץ 12), est une chaîne de télévision israélienne gratuite appartenant à Keshet Media Group. Elle a été lancée le 1er novembre 2017 comme l'une des deux remplaçants du canal 2 sortant.

## Histoire
La deuxième chaîne israélienne était gérée par la deuxième autorité de la télévision et de la radio, mais était programmée par deux sociétés tournantes, Keshet Media Group et Reshet. Dans le cadre d'une série plus large de réformes du système de diffusion israélien pour accroître la diversité et la concurrence, Channel 2 a été fermée et les deux concessionnaires ont obtenu leurs propres chaînes autonomes ; Keshet 12 a été officiellement lancé le 1er novembre 2017, aux côtés de Reshet 13. Les programmes ont été répartis entre les deux canaux,. La  Israel Television News Company a continué à fournir des programmes d'information pour les deux chaînes, avec le bulletin principal aux heures de grande écoute diffusé simultanément par les deux chaînes, jusqu'au 16 janvier 2019, date à laquelle HaHadashot 12 a été créée après la fusion de Reshet 13 et Channel 10.

## Ligne éditoriale et controverses
La chaine, comme les autres grands médias israéliens, s'est signalée par un appui inconditionnel aux opérations militaires contre la bande de Gaza lors de la guerre de 2023-2024 tout en ignorant les conséquences humanitaires selon une étude de « The Seventh Eye », site d'investigation israélien consacré aux médias. La chaine a été jusqu'à proposer des débats sur la légitimité de la torture et du viol comme armes de guerre.
Le présentateur vedette de Canal 12, Dany Cushmaro, est décrit comme un « élément utile de la machine de propagande » de l'armée israélienne par Haaretz, qui relève sa « fascination», voire son « idolâtrie », pour Tsahal. Les habitants de Gaza ou du Liban, auxquels il ne donne presque jamais la parole, sont régulièrement décrits comme des fanatiques sanguinaires dans ses reportages. Au cours d'un reportage lors de l'invasion du Liban en 2024, il se fait filmer en train de faire exploser une maison au Liban.